# Quest Diagnostics
Quest Diagnostics est une entreprise de diagnostic médical américaine. Son siège social est situé au New Jersey.

## Histoire
Son histoire remonte à 1967, sous le nom de MetPath. En 1982, MetPath est acquis par Corning, avant que ce dernier scinde Quest Diagnostics en 1996.
En 2011, Quest Diagnostics acquiert pour 657 millions de dollars, Celera, une entreprise de séquençage génétique.